# Далеки (город)
Далеки́ (перс. دالكي‎) — небольшой город на юге Ирана, в провинции Бушир. Входит в состав шахрестана Дештестан.

## География
Город находится в северной части Бушира, на равнине Гермсир, между побережьем Персидского залива и хребтами юго-западного Загроса, на высоте 137 метров над уровнем моря.
Далеки расположен на расстоянии приблизительно 65 километров к северо-востоку от Бушира, административного центра провинции и на расстоянии 690 километров к югу от Тегерана, столицы страны.

## Население
По данным переписи 2006 года численность населения города составляло 7 861 человека; в национальном составе преобладают персы, в конфессиональном — мусульмане-шииты.